# The Tree in a Test Tube
Pour plus de détails, voir Fiche technique et Distribution.
The Tree in a Test Tube est un court métrage documentaire de propagande produit par le Ministère de l'agriculture américain et distribué par U.S. Forest Service, sorti en 1943, dans lequel se produisent Laurel et Hardy.

## Fiche technique
- Titre original : The Tree in a Test Tube
- Réalisation : Charles McDonald
- Photographie : A.H.C. Sitzenich
- Montage : Boris Vermont
- Son : Reuben Ford
- Pays d’origine : États-Unis
- Langue : anglais
- Format : Couleur - 16 mm - 1,37:1
- Genre : Propagande
- Longueur : une bobine
- Date de sortie : 
  - États-Unis : 1943

## Distribution
- Stan Laurel : Stan
- Oliver Hardy : Ollie
- Pete Smith (en) : commentaire
- Lee Vickers : commentaire

## Autour du film
C'est un des seuls films en couleurs où Laurel et Hardy apparaissent, avec Le Chant du bandit.